# Langenhorn Markt (metrostation)
Langenhorn Markt is een metrostation in het stadsdeel Langenhorn van de Duitse stad Hamburg. Het station werd geopend op 1 juli 1921 en wordt bediend door lijn U1 van de metro van Hamburg.